# Așchileu
Așchileu é uma comuna romena localizada no distrito de Cluj, na região histórica da Transilvânia. A comuna possui uma área de 65.12 km² e sua população era de 1755 habitantes segundo o censo de 2007.